# Congresso da República da Colômbia
O Congresso da República da Colômbia é a sede do poder legislativo da Colômbia, é no formato bicameral e consiste na Câmara dos Representantes e no Senado da Colômbia.

## Câmara dos Representantes
A Câmara dos representantes é a câmara baixa do Congresso, os membros são eleitos pelo sistema distrital para mandatos de 4 anos com idade mínima de 25 anos, existem 4 assentos especiais para índios, negros, outras minorias e colombianos fora do país.

## Senado
O Senado é a câmara alta do Congresso, os membros são eleitos para mandatos de 4 anos em lista fechada.